# Mistrzostwa Świata w Narciarstwie Dowolnym i Snowboardingu 2015
1. Mistrzostwa Świata w Narciarstwie Dowolnym i Snowboardingu – zawody w narciarstwie dowolnym i snowboardingu, będące jednocześnie 15. mistrzostwami świata w narciarstwie dowolnym oraz 11. mistrzostwami świata w snowboardingu. Odbywały się w dniach 14–25 stycznia 2015 r. w austriackim ośrodku narciarskim Kreischberg.
Kreischberg wcześniej organizował Mistrzostwa Świata w Snowboardzie 2003.

## Narciarstwo dowolne

### Mężczyźni
| Konkurencja                  | Data        | Złoto            | Pkt.             | Srebro                 | Pkt.                  | Brąz                  | Pkt.                  |
| Skoki akrobatyczne szczegóły | 15 stycznia | Qi Guangpu       | 139,50           | Alex Bowen             | 121,27                | Maksim Huscik         | 119,91                |
| Jazda po muldach szczegóły   | 18 stycznia | Anthony Benna    | 86,89            | Mikaël Kingsbury       | 86,54                 | Aleksandr Smyszlajew  | 85,68                 |
| Muldy podwójne szczegóły     | 19 stycznia | Mikaël Kingsbury | Mikaël Kingsbury | Philippe Marquis       | Philippe Marquis      | Marc-Antoine Gagnon   | Marc-Antoine Gagnon   |
| Slopestyle szczegóły         | 21 stycznia | Fabian Bösch     | 92,60            | Russell Henshaw        | 91,80                 | Noah Wallace          | 82,40                 |
| Half-Pipe szczegóły          | 22 stycznia | Kyle Smaine      | 88,00            | Joffrey Pollet-Villard | 86,60                 | Yannic Lerjen         | 82,40                 |
| Skicross szczegóły           | 25 stycznia | Filip Flisar     | Filip Flisar     | Jean Frédéric Chapuis  | Jean Frédéric Chapuis | Victor Öhling Norberg | Victor Öhling Norberg |

### Kobiety
| Konkurencja                  | Data        | Złoto                   | Pkt.             | Srebro                  | Pkt.                    | Brąz             | Pkt.             |
| Skoki akrobatyczne szczegóły | 15 stycznia | Laura Peel              | 88,47            | Kiley McKinnon          | 88,12                   | Xu Mengtao       | 86,84            |
| Jazda po muldach szczegóły   | 18 stycznia | Justine Dufour-Lapointe | 87,25            | Hannah Kearney          | 85,66                   | Britteny Cox     | 81,98            |
| Muldy podwójne szczegóły     | 19 stycznia | Hannah Kearney          | Hannah Kearney   | Justine Dufour-Lapointe | Justine Dufour-Lapointe | Julija Gałyszewa | Julija Gałyszewa |
| Slopestyle szczegóły         | 21 stycznia | Lisa Zimmermann         | 85,80            | Katie Summerhayes       | 82,80                   | Zuzana Stromková | 77,60            |
| Half-Pipe szczegóły          | 22 stycznia | Virginie Faivre         | 83,80            | Cassie Sharpe           | 81,00                   | Mirjam Jäger     | 79,80            |
| Skicross szczegóły           | 25 stycznia | Andrea Limbacher        | Andrea Limbacher | Ophélie David           | Ophélie David           | Fanny Smith      | Fanny Smith      |

## Snowboarding

### Mężczyźni
| Konkurencja                 | Data        | Złoto              | Punkty             | Srebro          | Punkty          | Brąz              | Punkty           |
| Snowcross szczegóły         | 16 stycznia | Luca Matteotti     | Luca Matteotti     | Kevin Hill      | Kevin Hill      | Nick Baumgartner  | Nick Baumgartner |
| Half-pipe szczegóły         | 17 stycznia | Scotty James       | 91,50              | Zhang Yiwei     | 89,50           | Tim-Kevin Ravnjak | 89,25            |
| Slopestyle szczegóły        | 21 stycznia | Ryan Stassel       | 97,50              | Roope Tonteri   | 93,75           | Kyle Mack         | 92,75            |
| Slalom równoległy szczegóły | 22 stycznia | Roland Fischnaller | Roland Fischnaller | Andriej Sobolew | Andriej Sobolew | Rok Marguč        | Rok Marguč       |
| Gigant równoległy szczegóły | 23 stycznia | Andriej Sobolew    | Andriej Sobolew    | Žan Košir       | Žan Košir       | Benjamin Karl     | Benjamin Karl    |
| Big air szczegóły           | 24 stycznia | Roope Tonteri      | 173,75             | Darcy Sharpe    | 169,50          | Kyle Mack         | 163,50           |

### Kobiety
| Konkurencja                 | Data        | Złoto              | Punkty             | Srebro              | Punkty              | Brąz            | Punkty          |
| Snowcross szczegóły         | 16 stycznia | Lindsey Jacobellis | Lindsey Jacobellis | Nelly Moenne-Loccoz | Nelly Moenne-Loccoz | Michela Moioli  | Michela Moioli  |
| Half-pipe szczegóły         | 17 stycznia | Cai Xuetong        | 94,25              | Queralt Castellet   | 81,25               | Clémence Grimal | 80,25           |
| Slopestyle szczegóły        | 21 stycznia | Miyabi Onitsuka    | 92,50              | Anna Gasser         | 89,50               | Klaudia Medlová | 84,25           |
| Slalom równoległy szczegóły | 22 stycznia | Ester Ledecká      | Ester Ledecká      | Julia Dujmovits     | Julia Dujmovits     | Marion Kreiner  | Marion Kreiner  |
| Gigant równoległy szczegóły | 23 stycznia | Claudia Riegler    | Claudia Riegler    | Alona Zawarzina     | Alona Zawarzina     | Tomoka Takeuchi | Tomoka Takeuchi |
| Big air szczegóły           | 24 stycznia | Elena Könz         | 157,75             | Merika Enne         | 148,75              | Sina Candrian   | 143,25          |

## Tabela medalowa
| Lp. | Państwo           | złoto | srebro | brąz | Razem |
| --- | ----------------- | ----- | ------ | ---- | ----- |
| 1.  | Stany Zjednoczone | 4     | 3      | 4    | 11    |
| 2.  | Szwajcaria        | 3     | 0      | 4    | 7     |
| 3.  | Kanada            | 2     | 6      | 1    | 9     |
| 4.  | Austria           | 2     | 2      | 2    | 6     |
| 5.  | Australia         | 2     | 1      | 1    | 4     |
| 5.  | Chiny             | 2     | 1      | 1    | 4     |
| 7.  | Włochy            | 2     | 0      | 1    | 3     |
| 8.  | Niemcy            | 1     | 4      | 1    | 6     |
| 9.  | Rosja             | 1     | 2      | 1    | 4     |
| 10. | Finlandia         | 1     | 2      | 0    | 3     |
| 11. | Słowenia          | 1     | 1      | 2    | 4     |
| 12. | Japonia           | 1     | 0      | 1    | 2     |
| 13. | Czechy            | 1     | 0      | 0    | 1     |
| 13. | Niemcy            | 1     | 0      | 0    | 1     |
| 15. | Hiszpania         | 0     | 1      | 0    | 1     |
| 15. | Wielka Brytania   | 0     | 1      | 0    | 1     |
| 17. | Słowacja          | 0     | 0      | 2    | 2     |
| 18. | Białoruś          | 0     | 0      | 1    | 1     |
| 18. | Kazachstan        | 0     | 0      | 1    | 1     |
| 18. | Szwecja           | 0     | 0      | 1    | 1     |